# Rozrywka sportowa

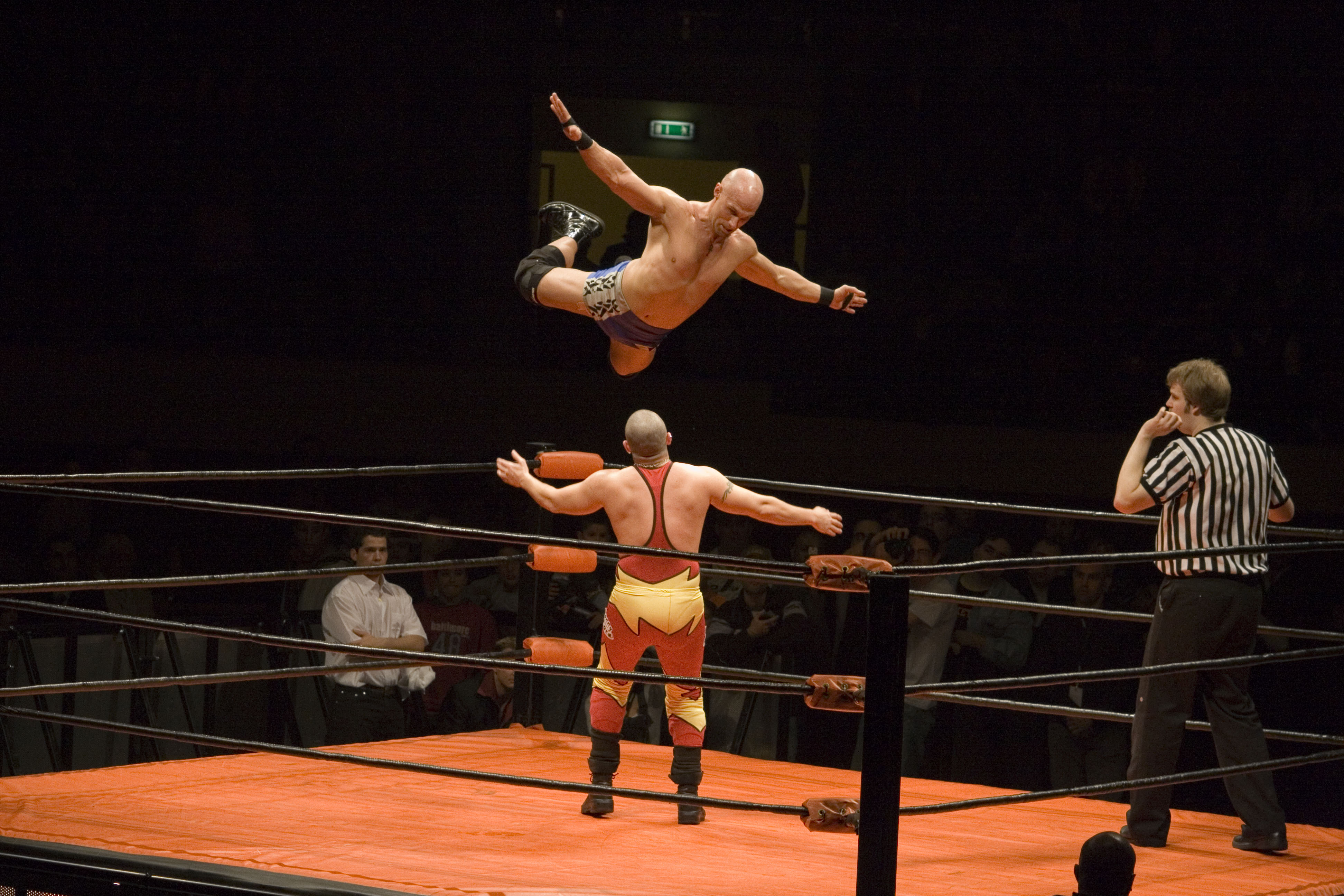
Rozrywka sportowa w przeszłości stanowiła synonim dla wrestlingu, jednak obecnie obejmuje o wiele szersze pole działalności z pogranicza sportu i sztuki widowskowej.

Rozrywka sportowa (ang. sports entertainment) – termin marketingowy określający widowisko, w którym oprócz elementów sportowych i atletycznych, występuje również gra aktorska. Rozrywka sportowa jest przede wszystkim nastawiona na osiąganie zysku poprzez promowanie własnego programu i produktów z nim związanych (merchandising), a także jednocześnie ma na celu dostarczenie konsumentowi (widzowi) określonych korzyści publicznych – ma dać oglądającemu przyjemność z oglądania sportu i gwarantować dobrą zabawę. 
Rozrywka sportowa jest rodzajem spektaklu, który przedstawia pozornie konkurencyjne wydarzenie wykorzystujące wysoki poziom gry aktorskiej i ekstrawaganckiej prezentacji mające na celu nadanie rozrywki oglądającej dane wydarzenie publiczności. W przeciwieństwie do typowych dyscyplin sportowych i gier, które odbywają się w celu rywalizacji, uprawiania sportu, ćwiczeń fizycznych lub rekreacji osobistej, podstawowym produktem rozrywki sportowej jest występ na korzyść publiczności, dlatego na ogół tego rodzaju wydarzeń nie prezentuje się w ramach działalności non-profit, lecz przede wszystkim rozrywkę sportową cechuje szerokie podejście do marketingu oraz merchandisingu dla przygotowanego produktu. Zwykle, ale nie we wszystkich przypadkach, rezultaty czy wyniki działalności związanej z rozrywką sportową są z góry określone, stanowiąc jednocześnie tzw. „tajemnicę poliszynela” (jest to tzw. „kayfabe”).  
Termin ten przypisywany jest głównie wrestlingowi, gdyż po raz pierwszy został użyty w latach 80. XX wieku w federacji wrestlingu World Wrestling Federation dla określenia widowisk prezentowanych w formie programów jakie oferowało w telewizji to przedsiębiorstwo. Warto dodać, że już w 1935 roku kanadyjski dziennikarz sportowy Lou Marsh, pracujący dla dziennika Toronto Star określił wrestling mianem „aktywnej rozrywki” (ang. sportive entertainment). 
Rok 1989 stał się przełomowy dla rozrywki sportowej jako terminu marketingowego. Właśnie wtedy Vince McMahon (właściciel World Wrestling Federation) wystąpił przed stanowym senatem w New Jersey oświadczając, że wrestling nie jest sportem a działalnością w show-biznesie. Chciał w ten sposób przekonać komisję, aby wykreśliła wrestling z listy sportów objętych regulacjami, w wyniku których federacja WWF musiałaby płacić podatki od organizowanych gal. McMahon oświadczył, że wrestling powinno się definiować jako działalność, w której uczestnicy zmagają się współpracując ze sobą, przede wszystkim w celu zapewnienia rozrywki widzom, a nie mierzą się ze sobą w uczciwych zawodach atletycznych.

## Rozrywka sportowa w mediach
Obecnie rozrywka sportowa (oprócz wrestlingu) jest terminem obejmującym szeroko inne dyscypliny sportowe i aktywne spędzanie czasu np.: koszykówka (team koszykarski Harlem Globetrotters), slamball, bossaball, akrobatyka cyrkowa, roller derby, sport elektroniczny, wrotkarstwo, demolition derby i zawody Monster Truck, nurkowanie, pływanie synchroniczne, jazda na rowerze, marsze, gra w dwa ognie, poker, gra w papier, kamień, nożyce, speedcubing, taniec towarzyski, rewie na lodzie, gry planszowe, gry karciane, berek, zapasy w błocie, sporty ekstremalne, wojny robotów, walki kogutów, gra w klasy, czy chociażby zawody w jedzeniu lub wyścigi maskotek, a także programy rozrywkowe oparte na rywalizacji sportowej jak np. Wipeout – Wymiatacze (tor przeszkód), Gwiazdy tańczą na lodzie (łyżwiarstwo figurowe), Ninja Warrior Polska (tor przeszkód) czy Celebrity Splash! (skoki do wody), w których udział biorą znane osobistości show-biznesu i celebryci. Rozrywka sportowa obejmuje również transmisje w telewizji wydarzeń i widowisk sportowych jak np. igrzyska olimpijskie czy gale obejmujące sporty zawodowe (np. boks zawodowy, mieszane sztuki walki).